# 东寺头乡
东寺头乡，是中华人民共和国山西省长治市平顺县下辖的一个乡镇级行政单位。

## 地理
位于县境中东部，东临河南省林州市，南接杏城镇，西界西沟乡，北连虹梯关乡。治所东寺头村，距县城25公里，古石公路过境。全乡面积275.4平方公里。

## 行政区划
东寺头乡下辖以下地区：
寺头村、虎窑村、西湾村、安咀村、安阳村、棠梨村、焦底村、常驮村、常峪村、门楼村、后岭村、后庄村、前庄村、大山村、石棠郊村、石窑滩村、神龙湾村、寺洼村、秦光村、洒水村、羊老岩村、七子沟村、黄崖沟村、谷恋铺村、管洞水村、西桥沟村、海棠水村、桑家河村和张家洼村。

## 人口
全乡有3 360余户，10 120余口人。